# Bistum Annecy
Das in Frankreich und in der Schweiz (die Walliser Gemeinde Saint-Gingolph gehört zum Bistum Annecy) gelegene Bistum Annecy (lateinisch Dioecesis Anneciensis, französisch Diocèse d’Annecy) wurde am 22. Februar 1822 aus dem Erzbistum Chambéry herausgelöst und verselbständigt. Diesem auch weiterhin als Suffraganbistum unterstehend, gehörte es ursprünglich einmal dem Bistum Genf an und war Residenz der Genfer Bischöfe.
Am 16. Dezember 2002 wurde es durch Papst Johannes Paul II. dem Erzbistum Lyon als Suffraganbistum unterstellt. Das heutige Diözesangebiet entspricht dem Département Haute-Savoie.

## Bischöfe
- 1822–1832: Claude-François de Thiollaz
- 1832–1842: Pierre-Joseph Rey
- 1842–1859: Louis Rendu
- 1860–1879: Charles-Marie Magnin
- 1879–1901: Louis-Romain-Ernest Isoard
- 1902–1921: Pierre-Lucien Campistron
- 1921–1940: Florent-Michel-Marie-Joseph du Bois de la Villerabel; dann Erzbischof von Aix
- 1940–1962: Auguste Cesbron
- 1962–1983: Jean Baptiste Étienne Sauvage
- 1984–2000: Hubert Barbier, dann Erzbischof von Bourges
- 2001–2022: Yves Boivineau
- seit 2022: Yves Le Saux

## Weblinks

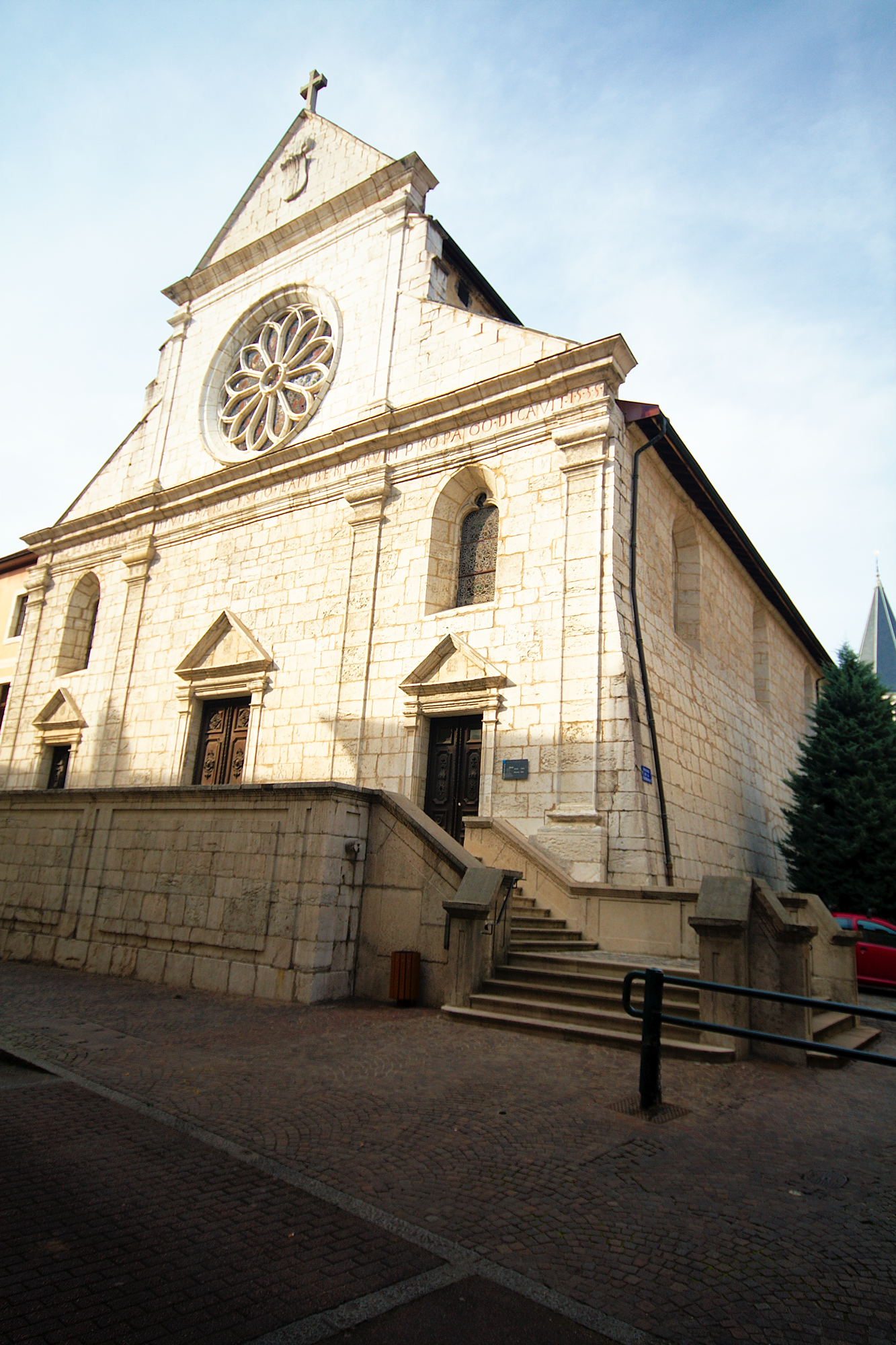
Kathedrale St. Pierre, Annecy